# Ronnie Kosloff
Ronnie Kosloff (26 juillet 1948, Los Angeles, Californie) est professeur de chimie théorique au laboratoire de chimie et Fritz Haber Center for Molecular Dynamics de l'université hébraïque de Jérusalem en Israël.
Il est membre de l'académie internationale des sciences moléculaires quantiques et fut membre conseiller du comité de rédaction de Chemical Physics Letters et éditeur spécialiste de Computer Physics Communications Package.
Il obtint le prix Kolthoff de Technion – Israel Institute of Technology en 2003 et l'ICS Prize for the Outstanding Scientist en 2007.
Kosloff est l'auteur de nombreux articles dans le domaine des méthodes de mécanique quantique dépendante du temps appliquée à la dynamique moléculaire et à la thermodynamique quantique.